# Mandoline
Pour les articles homonymes, voir Mandoline (homonymie).
 (avril 2016).
La mandoline est un instrument de musique à cordes pincées originaire d'Italie. Petit luth à manche court utilisé en musique classique, folklorique ou traditionnelle, elle est surtout répandue dans les pays méditerranéens et en Amérique du nord, où elle est employée dans plusieurs styles de musique country-bluegrass. Elle est connue, par exemple, comme l'instrument d'accompagnement privilégié de la chanson napolitaine.

## Lutherie
Longue de 70 à 75 cm, la mandoline typique comporte une caisse de résonance bombée en lamellé-collé, une table d'harmonie avec une grande ouïe centrale ovale, ainsi qu'un manche court, étroit et muni de frettes, se terminant par un chevillier qui sert à accrocher les cordes maintenues parallèlement à la table d'harmonie par un chevalet plat.

### Mandolines traditionnelles italiennes
On distingue deux grands types de mandolines traditionnelles dans la musique italienne : mandoline milanaise ou mandurina d'une part, et napolitaine d'autre part.
La mandoline milanaise ou mandurina, est le plus souvent désignée sous le nom de mandolino par les organologues. Elle compte six chœurs (cordes doubles) — en boyau, que l'on joue avec les doigts — accordées en quartes et une tierce (à l'unisson) comme suit : sol2, si2, mi3, la3, ré4, sol4. Elle dérive directement des instruments appelés quintern par Sebastian Virdung dans son Musica getutscht (1511) et pandurina par Michael Praetorius dans son Syntagma musicum (1619). D'après Davide Rebuffa, la première source écrite mentionnant cet instrument sous le nom mandolino, due à Francesco Redi, date de 1685. Sa caisse de résonance est en forme d'amande, son dos bombé est composé de « côtes » en bois dur, et sa table d'harmonie comporte une ouïe circulaire.
La mandoline napolitaine est apparue plus tard, vers le milieu du XVIIIe siècle. Accordée en quintes comme le violon, et pourvue de quatre doubles cordes (sol, ré, la, mi, du grave vers l'aigu) métalliques jouées avec un plectre, Cette mandoline est actuellement de loin la plus répandue. Sur les instruments dits classiques (surtout italiens et allemands), la table d'harmonie adopte la forme d'une larme et comporte une pliure à hauteur du chevalet, tandis que son dos est bombé, à l'instar de celui du luth, et plus fortement bombé que celui du mandolino ou mandoline dite milanaise ; la table d'harmonie est percée d'une bouche circulaire — à côté de laquelle est incrustée une plaque d'écaille ou de bois dur évitant ainsi à l'instrument d'être endommagé par les coups de plectre.

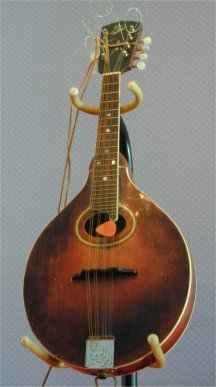
Mandoline Gibson de 1921, modèle A4.

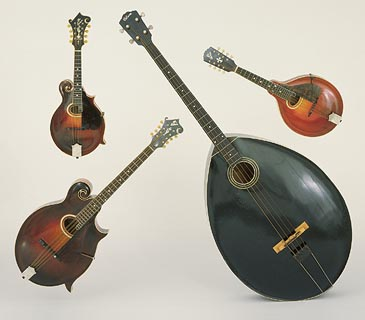
1920 Gibson F-4 mandoline
1917 Gibson H-2 mandole
1924 Gibson K-4 mandoloncelle
1929 Gibson mando-basse

À partir du XVIIIe siècle, les mandolines forment une famille d'instruments comportant, de l'aigu vers le grave :
- la soprano ;
- l'alto ou mandole, accordée do, sol, ré, la du grave vers l'aigu ;
- la mandoline basse ou mandoloncelle, accordée comme un violoncelle, à l'octave grave de la mandole ;
- La mandoline contrebasse ne possède que quatre cordes, accordées en quartes (mi, la, ré, sol). Rien ne la distingue donc fondamentalement d'une basse acoustique, si ce n'est qu'elle est généralement jouée debout, à la manière d'une contrebasse.

Ces quatre instruments forment un « quatuor de mandolines ». Il a existé des mandolines sopranino, à la quarte supérieure de la soprano.
L'instrument ténor, qui semble être apparu vers la fin du XXe siècle, est accordé une octave au-dessous de la mandoline (sol, ré la, mi) et généralement nommé, en toute logique, octave mandolin, par les anglophones, mais aussi parfois octave mandola. Mandoloncelle se traduit par mandocello.
Par ailleurs, d'autres types, plus régionaux, de mandoline se sont développés : la mandoline génoise dérive directement de la mandoline milanaise dont elle ne se distingue que par son manche plus étroit et par ses cordes simples, au nombre de 5 ou 6 ; la mandoline florentine au corps plus petit mais au manche plus long que la mandoline napolitaine, peut comporter soit 5 doubles cordes (ré, sol, do, mi, la, du grave vers l'aigu), soit 4 cordes simples (accord actuel, comme le violon).

### Principales variantes créées et jouées depuis la fin duXIXesiècle
Dès le début du XXe siècle, il existe une très grande variété de mandolines (de type « napolitaine » ou dérivées de celles-ci), comme le souligne Graham McDonald. Depuis les années 1890, les luthiers ont en effet rivalisé d'imagination et d'inventivité. Ainsi, les mandolines à dos bombé ont commencé à coexister avec d'autres à dos plat ; la table d'harmonie n'a plus nécessairement toujours comporté un « pli ». De circulaire, l'ouverture pratiquée dans la table d'harmonie (rosace) a évolué vers d'autres formes (ovale en largeur ou, beaucoup plus rarement, en hauteur ; U décalé vers les basses, aussi appelé bouche asymétrique, chez de Cristoforo ; triangulaire aux angles arrondis ; etc.). La forme de la table d'harmonie, certes la plupart du temps en forme de larme, a adopté de nombreuses autres formes dont, surtout aux États-Unis, celle de la mandoline « bluegrass » de type F, avec une sorte de volute du côté des basses ; de manière plus anecdotique, au moins trois types de table d'harmonie en forme de cœur  et deux en forme d'étoile à cinq et à six rais ont été inventés.
La firme Vega a commercialisé un modèle dont le centre du dos, bombé en hauteur, est appelé « cylindrique », d'après un brevet accordé à D.L. Day en 1913. Le luthier américain Joseph Bohmann est l'un des très rares à avoir ajouté des cordes sympathiques. Les luthiers allemands fabriquant des instruments pour la musique populaire ont quasi toujours adopté d'une part la « frette zéro » et d'autre part le fond légèrement arqué et décoré de motifs en bois.
Une variante utilisée dans la folk américaine de style bluegrass est la mandoline dite country ou bluegrass, qui, à part ses quatre doubles cordes, n’a plus grand-chose en commun avec la mandoline baroque, grâce au travail qu’effectua Orville Gibson à partir de 1898. Cette nouvelle forme de mandoline présente un dos légèrement arqué (plus du tout bombé), une table d’harmonie également arquée à la forme différente (forme de poire puis asymétrique), des ouïes en forme de f remplaçant la rosace, un manche un peu plus long, un chevalet réglable, etc.
Le mandolinetto, une mandoline dont la caisse de résonance a la forme d'une très petite guitare, est inventé par Edward F. Howe, cet instrument a été fabriqué, principalement aux États-Unis, entre 1897 et environ 1920.
La mandoline Wappen, dont la forme adopte celle d'une petite guitare, a des « épaules » (éclisses à partir du manche) tombantes, et est pourvue de deux ouvertures approximativement en forme de triangle ; cet instrument, typiquement allemand, a été fabriqué vers les années 1930 ;
Dans le banjoline, la table d'harmonie en bois fait place à celle d'un banjo, c'est-à-dire munie d'une peau tendue.
La mandoline irlandaise, anglaise ou « folk », adopte presque toutes les caractéristiques de la mandoline napolitaine sauf en ce qui concerne son fond et sa table d'harmonie (plats ou très légèrement arqués), son manche (un peu plus large), et sa taille (un peu plus grande) ; les deux luthiers les plus connus sont le Dublinois Joe Foley, et Stephan Sobell , installé en Angleterre.
La bandolim brésilienne, se reconnaît à sa table d'harmonie pratiquement circulaire, percée d'une rosace, et dont le fond est plat. 
La mandoline a été adoptée au début du XXe siècle dans la musique arabo-andalouse algérienne, pour l'interprétation de la nouba et du chaâbi algérien, sous le nom de snitra. Le mandole algérien, qui en est dérivé, a un long manche et une caisse plate.

### Autres variantes
La mandoline sicilienne offre cinq, voire six chœurs (10 ou 12 cordes); la mandoline à quatre chœurs de trois cordes est typiquement utilisée du début à la fin du XIXe siècle pour l'accompagnement d'œuvres vocales.
Il existe des mandolines électriques, dépourvues de caisse de résonance et munies de micros. Une variante est la mandoline indienne : U. Srinivas a été le premier musicien à utiliser la mandoline dans la musique carnatique. Il a modifié l'instrument pour l'adapter au pitch et aux ragas carnatiques et lui a donné ses lettres de noblesse en lui faisant jouer les ragas.
La mandriola comporte des triples cordes, et non des doubles cordes : sol-sol-sol ré-ré-ré la-la-la mi-mi-mi.
Enfin, plusieurs luthiers contemporains fabriquent des mandolines dont le corps adopte des formes de plus en plus éloignées de celle des mandolines baroques ou irlandaises. On peut noter les créations d'André Sakellaridès (luthier à Marseille, qui a créé une famille de mandolines modernes, à fond plat, asymétriques), de Murry Kuun, Tim Philips, Arik Kerman, Richard Morgan, Philippe Berne, etc.

## Jeu
Tenu entre le pouce et l'index (ou l'index plus le majeur), le plectre — souvent appelé « médiator » en France, ou « pic » au Québec et en Amérique francophone — est l'objet avec lequel on pince les cordes de la mandoline en staccato (notes détachées) ou en tremolos pour produire une sonorité continue ou des passages legato, jeu utilisé surtout à partir de la fin du XIXe siècle.
Le plectre a été fabriqué dans différentes matières au cours des siècles : os, plume, ivoire, écaille… Sa forme évolue avec la matière utilisée pour les cordes ainsi que les modifications de la forme de l'instrument :
- en musique baroque, la « plume » (de corbeau ou d'autruche) est utilisée avec les cordes en boyau dont les graves sont filées d'un brin de soie ;
- le plectre de forme ovoïde, en tortue ou en ivoire, est utilisée dès l'apparition des cordes métalliques (on utilisait alors des cordes de clavecin parfois vrillées pour les graves) ;
- le plectre en os, en ivoire ou en pierre polie, plus rigide, est une invention américaine (et ne fait en aucun cas partie de la tradition italienne)[réf. nécessaire] pour la mandoline napolitaine ; sa forme devient alors moins allongée et l'extrémité moins pointue.

## Répertoire

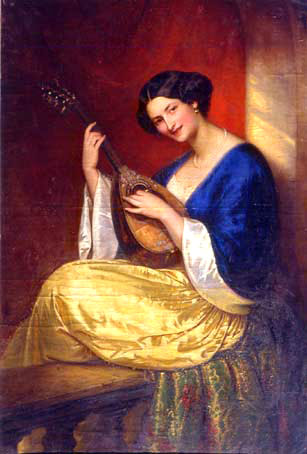
Joueuse de mandoline. Peinture de Julie Wilhelmine Hagen-Schwarz (1851).

La mandoline est très vite devenue un instrument populaire car sa facilité de jeu l'emportait sur le luth, de même que son coût.
Les premiers exemples connus de pièces musicales pour mandoline remontent aux environs de 1700 ; disposés en tablature (et non comme une partition), écrits pour la mandoline milanaise, ils sont dus à Francesco Contini (Sonate al mandolino solo) et Filippo Sauli (un manuscrit entier, conservé dans une bibliothèque tchèque). D'après Richard Campbell, Fétis prétendit par ailleurs qu'un certain Johann Strohbach aurait composé des concertos pour mandoline avant 1700.
Ensuite, bon nombre de compositeurs — surtout des Italiens — composèrent des pièces pour mandoline dans le courant du XVIIIe siècle.
Les premières méthodes datent respectivement de 1765 (Méthode raisonnée pour passer du violon à la mandoline de Gabriele Leone), 1768 (Méthode pour apprendre à jouer de la mandoline sans maître de Pierre ou Pietro Denis), 1770 (Giovanni Fouchetti, qui publia à Paris sa Méthode pour apprendre facilement à jouer de la mandoline à 4 et à 6 cordes) et 1772 (Michel Corrette) pour la France, et 1805 (Anweisung, die Mandoline von selbst zu erlernen, publiée à Leipzig par Bortolazzi) pour l'Allemagne ; deux autres méthodes, en anglais et en français, furent publiées avant 1805. Si ces méthodes ont été rédigées, à deux exceptions, par des Italiens, aucune méthode de mandoline n'a été retrouvée en Italie avant le début du XIXe siècle.
Le répertoire instrumental original — sans tenir compte des nombreuses transcriptions et autres arrangements — pour mandoline ne se distingue ni en quantité ni en qualité, car il ne contient aucune réelle grande œuvre due à un compositeur de tout premier plan.
En effet, à part les deux concertos de Vivaldi (pour une mandoline, cordes & basse continue en ut majeur, RV 425 ; pour 2 mandolines, cordes & basse continue, en sol majeur, RV 532) et quatre petites pièces de Beethoven datant de 1796 (Sonatine WoO 43a ; Adagio ma non troppo WoO 43b ; Sonatine WoO 44a ; Andante con Variazioni WoO 44b), la mandoline a été quasi ignorée de tous les grands compositeurs.
La mandoline est cependant présente dans un oratorio de Haendel en 1748.
La mandoline a également fait son apparition à l'opéra dès le début du XVIIIe siècle, dans La conquista delle Spagne di Scipione Africano il giovane (1707) de Bononcini, puis dans plusieurs autres œuvres lyriques (de Naumann, Michael Arne, Grétry, Mozart…).
La sérénade de Don Juan avec accompagnement de mandoline dans l’opéra Don Juan de Mozart est une page célèbre.
La mandoline fut introduite dans l’orchestre symphonique au début du XXe siècle par Mahler (7e et 8e Symphonies), Schoenberg (Variations op. 31), Stravinsky (Agon), Prokofiev (Roméo et Juliette), Webern (Pièces op. 10), etc.
Il a ensuite fallu attendre la fin du XIXe siècle pour que l’opéra s’intéresse à nouveau à la mandoline, grâce à Verdi (Otello, 1887), Pfitzner (Palestrina, 1912-15), Hans Werner Henze (König Hirsch, 1956), etc. Des compositeurs comme Schoenberg, Goffredo Petrassi, Manoury et Bruno Giner ont aussi utilisé la mandoline en musique de chambre.
Le chef d'orchestre Vittorio Monti composa à la même époque sa célèbre Csardas pour mandoline ou violon.
Pierre Boulez a également intégré la mandoline dans ses compositions, notamment « Improvisation 3 » de 1960 pour soprano, mandoline et célesta, Eclat, Don.
Par ailleurs, une littérature très abondante de pièces pour mandoline et ensembles à plectres, duos, Estudiantina formation en quatuor composé de 2 mandolines, d'une mandole et d'une guitare, jusqu'au grand orchestre, a fleuri au cours de l'âge d'or de la mandoline de la fin du XIXe siècle et de la première moitié du XXe siècle.
Ces pièces de style romantique, néoclassique, adaptations de folklore européen, de chansons à la mode, la plupart d’exécution assez facile, étaient très populaires.
De très nombreux arrangements d’œuvres classiques étaient également proposés aux amateurs. Les compositions de Mario Maciocchi ou celles plus tardives de Sylvain Dagosto sont représentatives de cette musique récréative.
L'accord identique des 2 instruments permet d’interpréter à la mandoline la plupart des compositions pour violon, comme par exemple la chaconne de la partita no 2 BWV 1004 pour violon seul de Jean-Sébastien Bach ou la partita no 3 BWV 1006,.
La partie de violon des œuvres de Paganini avec accompagnement de guitare est également parfois jouée à la mandoline

## Évolution de la pratique
En dehors de l’Italie et de l’Espagne où l’instrument est resté présent depuis son apparition, la pratique de la mandoline a connu de très fortes fluctuations.
Après l'engouement de la fin du XVIIIe siècle attesté par la publication de méthodes, par la sérénade de l‘opéra Don Juan de Mozart, par les pièces composées par le jeune Beethoven, la pratique de la mandoline déclina jusqu'à une quasi-disparition en dehors de l'Italie au milieu du XIXe siècle ce que constate Berlioz dans son traité d'instrumentation.
Après cette éclipse, la mandoline connut son âge d'or à partir de 1880.
La renaissance fait suite au succès d'ensembles de mandolinistes étudiants espagnols à l’exposition universelle de Paris de 1878 d’où le nom d’Estudiantina fréquemment donné en France aux ensembles à plectre.
L'estudiantina espagnola défila en costumes historiques au Carnaval de Paris du 2 au 15 mars. Cet ensemble comprenant également des flûtistes, de guitaristes et des violonistes était accompagné de tambourins. Il donna des concerts nocturnes auxquels auraient assisté 10 000 spectateurs et même 56 000 spectateurs d'après un inspecteur de police chargé d'assurer la sécurité.

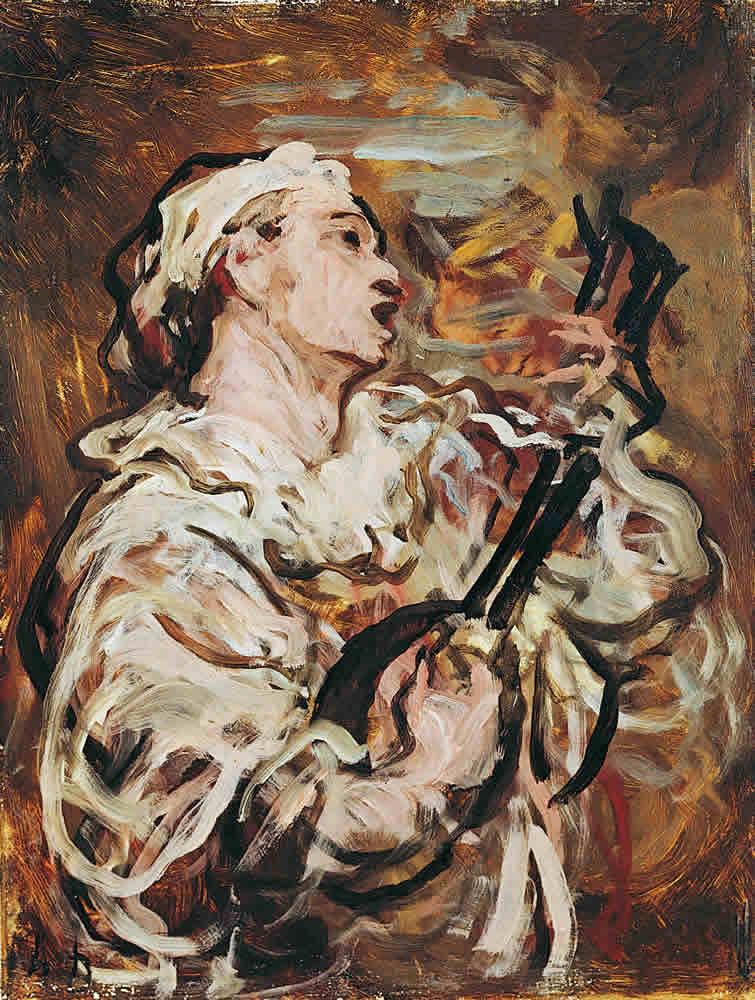
Pierrot à la mandoline
Honoré Daumier, vers 1873
Musée Oskar Reinhart, Winterthour

De 1880 aux années 1920 la mandoline jouée seule, en formation réduite (duos mandoline et guitare, quatuor de 2 mandolines, 1 mandole et guitare) ou en ensemble orchestral fut extrêmement populaire en Europe, en Amérique et au Japon
Après cet âge d’or, sa pratique a rapidement décliné à cause de la concurrence du jazz et, en France, de la vogue de l'accordéon entre les années 1930 et les années 1950.
Cette baisse n’a pas entraîné une disparition aussi complète que celle du milieu du XIXe siècle mais son image était, dans la France des années 1950 et encore dans les décennies suivantes, celle d’un instrument désuet et déprécié, notamment évoquée par la chanson la mandoline de Bourvil. En Allemagne, par contre, la mandoline a continué à être fabriquée dans les années 1960 et 1970, principalement par les firmes Höfner et Framus.
À partir du milieu du XXe siècle, la mandoline est utilisée dans d’autres styles musicaux : bluegrass (Bill Monroe, Ricky Skaggs, Chris Thile, etc.), jazz (David Grisman), rock, musique celtique.
Sa pratique en formation classique d’orchestre à plectre est restée très vivace en Allemagne et au Japon.

## Festivals

### Festival international de Lunel
De 2004 à 2014, la ville de Lunel, près de Montpellier, a accueilli un festival annuel de mandolines.
Il témoigne du renouveau de cet instrument alors qu'« à la fin du XXe siècle, la mandoline n'était en Europe que l'instrument de quelques obstinés isolés… petit instrument fragile et désuet, qui n'avait pu faire face aux grands chambardements culturels de l'époque contemporaine ». Le 9e festival (31 octobre-3 novembre 2012) a été ouvert également à quelques instruments apparentés (bouzouki, domra, guitare portugaise, saz, tiple.)
La dixième année du festival a été célébrée avec la présence de musiciens renommés. Le parrain pour cette décennie du festival était John Paul Jones, cofondateur avec Jimmy Page du groupe de rock Led Zeppelin (1968-1980), compositeur, arrangeur, bassiste et claviériste du groupe mythique anglais. Ce multi-instrumentiste joue également de la mandoline à trois manches. Hamilton de Holanda, mandoliniste (bandolim) brésilien (jazz, choro) participait aussi à cette dixième manifestation avec le chanteur français Féloche et le mandoliniste israélien Avi Avital.
Le festival a d’autre part invité de nombreux mandolinistes renommés tels que Mike Marshall, Chris Thile ou Carlo Aonzo.

### Mandopolis Festival
En 2004, le mandoliniste Patrick Vaillant fonde le Mandopolis Festival, rencontres internationales d'alter-mandoline, qui a lieu dans les Alpes-Maritimes, d'abord à Saorge (2004-2005), puis à Puget-Théniers (2006-2021) et à Briançonnet depuis 2021.
Le Mandopolis Festival explore la mandoline dans toute sa diversité, musique classique ou populaire, et surtout musiques du monde, avec des instruments à plectre venus de traditions musicales du monde entier (Inde, Brésil, Bulgarie, Mali, etc.).